# Talet-30

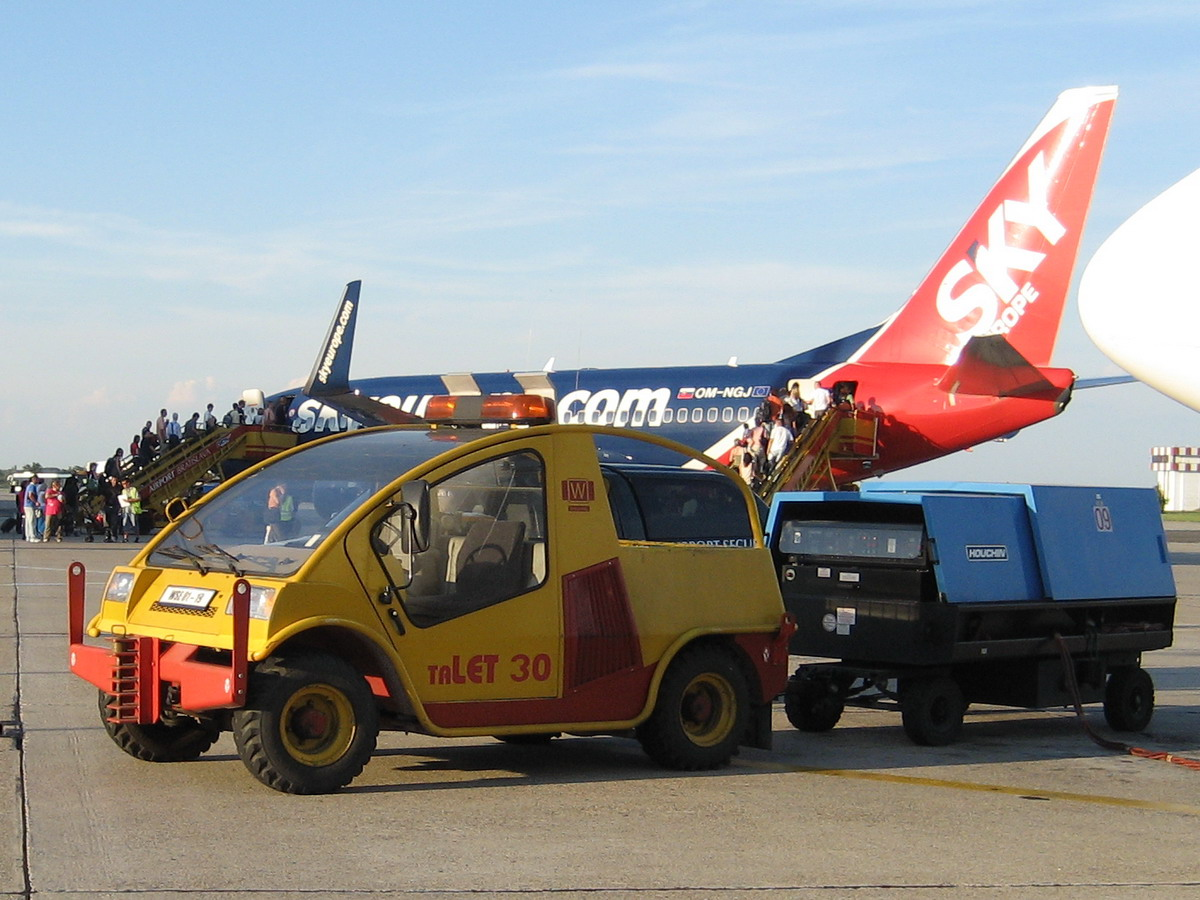
Talet-30 in der Slowakei (2008)

Der Talet-30 ist ein Spezialschlepper für den zivilen und militärischen Flugbetrieb. Er wurde  vom slowakische Unternehmen Kerametal entwickelt und hergestellt. 
Der mit Allradantrieb und Servolenkung ausgestattete Universaltraktor ist für das Abschleppen und Verschieben (Pusher) von allen Arten von Flugzeugen und Hubschraubern bis zu 50.000 kg auf Beton- und Asphaltflächen ausgelegt. Beim Einsatz auf Rasenflächen beträgt die Zuglast 20.000 kg. Das Fahrzeug kann mit verschiedenem Zubehör ausgestattet werden. Die Talet-30 werden auch für den Transport der Bordstromversorgung für kleine Jets ohne Hilfstriebwerk (APU) verwendet sowie als Zugmaschinen für den Ad-hoc-Transport von Mechanikern und Werkzeugen (z. B. Reserveräder und Wagenheber zur Behebung von Reifenpannen gelandeter Flugzeuge).

## Technische Daten
- Sitzplätze: 2
- Länge: 3,995 m
- Breite: 2,435 m
- Höhe: 1,94 m
- Gewicht: 4000 kg
- Motor: Lombardini Vierzylinder-Dieselmotor
- Motortyp: LDW 2004/T CHD 2068 cm³
- Leistung: 44 kW bei 3000 min−1
- Getriebe: hydraulischer Antrieb von BOSCH-REXROTH
- Höchstgeschwindigkeit: 30 km/h auf Straße, Betriebsgeschwindigkeit von 15 km/h